# Berlingen (Allemagne)
Pour les articles homonymes, voir Berlingen.
Berlingen est une municipalité du Verbandsgemeinde Gerolstein, dans l'arrondissement de Vulkaneifel, en Rhénanie-Palatinat, dans l'ouest de l'Allemagne.